# Solitary Man (film)
Solitary Man è un film del 2009 diretto da Brian Koppelman e David Levien con Michael Douglas, Susan Sarandon e Danny DeVito.

## Trama
Ben Kalmen è un imprenditore di successo nel settore automobilistico, è in grado di vendere qualsiasi autovettura ed apparire come una persona infallibile nel suo lavoro.
Dopo una visita di controllo, il dottore si dice preoccupato per lo stato di salute del suo cuore e lo invita a recarsi da uno specialista per sottoporsi ad esami più approfonditi.
Per nulla allarmato, Ben non prende in considerazione il problema tuttavia cambia completamente stile di vita.
Passano sei anni: Ben ha divorziato dalla prima moglie Nancy e ha perso il lavoro, anche se sta cercando di aprire una nuova attività in proprio.
Ben non ha problemi economici grazie alla ricca fidanzata Jordan Karsch; quest’ultima gli chiede di accompagnare la figlia Allyson al suo futuro college e lui, avendovi studiato molti anni prima, ritiene di poter esercitare pressioni sul rettore in merito all'ammissione della ragazza.
Al college Ben conosce Daniel Cheston, uno studente particolarmente diligente che presiede il comitato studentesco e assiste il rettore, al quale dà lezioni sulle donne.
Contento che Allyson abbia rifiutato le advances di un ragazzo del campus, Ben consuma un rapporto sessuale con la figliastra e conta sul silenzio della ragazza; ma Allyson, una volta rientrati a casa, confessa tutto alla madre che caccia via Ben di casa e gli blocca il conto in banca.
Inizia la parabola discendente di Ben che è costretto a trasferirsi in un motel e, per di più, ha perso l'appalto per il nuovo autosalone.
Ben si chiude in sé stesso e continua a vivere all'insegna dello squallore, allontanandosi ancora di più dalla famiglia e dai tentativi di Susan, la figlia avuta dalla prima moglie, di riavvicinarsi a lui.
Ben ottiene dall'amico Jimmy Marino, un suo vecchio compagno di scuola, di lavorare nel suo piccolo bar che si trova all'interno del college di Allyson.
Quando incontra la figliastra con i suoi compagni di corso, questa avvisa la madre che telefona a Ben per intimargli di lasciare il lavoro, dato che non vuole che si trovi vicino ad Allyson.
Ben non intende partire perché altrimenti non avrebbe più dove andare e viene invitato ad una festa da Daniel, lo studente che aveva conosciuto durante la sua prima visita al college.
Cacciato dal suo appartamento perché ha tentato di sedurre la fidanzata del ragazzo, Ben viene raggiunto da un sicario che lo lascia dolorante a terra, essendosi rifiutato di andarsene.
Ben viene portato all'ospedale da Jimmy e i dottori si accorgono dei suoi problemi al cuore, proponendogli una terapia.
Ben si fa dimettere dall'ospedale ed è raggiunto dalla prima moglie Nancy, la quale gli dice che deve decidere: o continua a vivere così oppure si deve rimettere alle cure dei medici.
Ben si alza dalla panchina e deve prendere una direzione: a sinistra, dove Nancy lo aspetta in macchina, oppure a destra, alla caccia di una nuova avventura.

## Riconoscimenti
- 2010 - Satellite Award
  - Nomination Miglior attore in un film drammatico a Michael Douglas
- 2009 - Capri Hollywood Festival
  - Capri Exploit Award a Jesse Eisenberg
- 2010 - Dallas-Fort Worth Film Critics Association Awards
  - Nomination Miglior attore protagonista a Michael Douglas

## Distribuzione
Il film è uscito nelle sale americane il 21 maggio 2010. In Italia il film è stato distribuito direttamente in DVD dalla 01 Distribution.